# Provincia Libre de Guayaquil

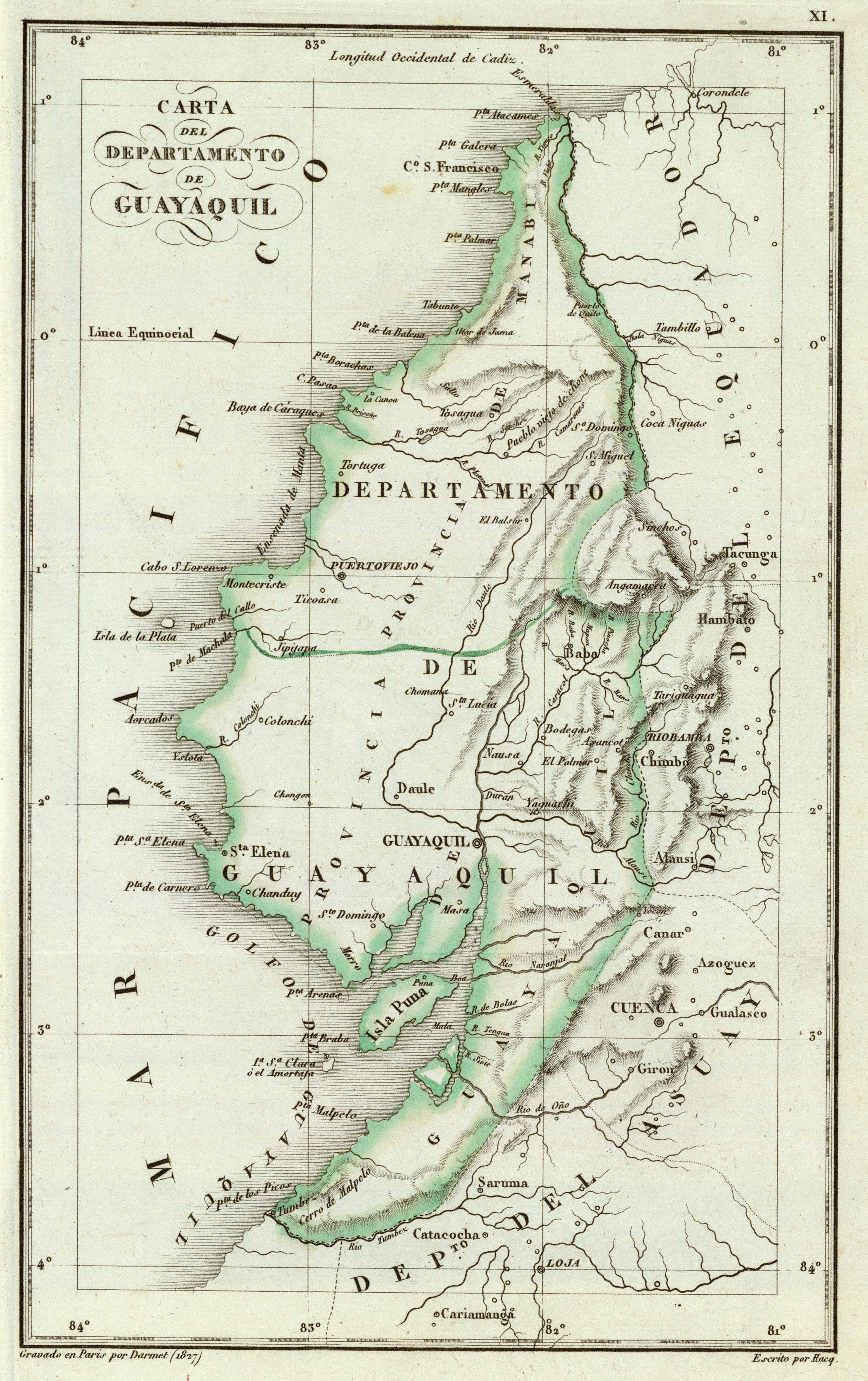
Extensión territorial de la Provincia Libre de Guayaquil integrada posteriormente a la Gran Colombia.

Segunda bandera de la Provincia Libre de Guayaquil o República de Guayaquil (1820-1822)

La Provincia Libre de Guayaquil, conocida también como República de Guayaquil, fue un Estado sudamericano que surgió entre los años 1820 y 1822 con la Independencia de Guayaquil del Imperio español. La Provincia Libre tuvo un gobierno y constitución provisional hasta su anexión a la Gran Colombia en 1822, constituyéndose en el departamento de Guayaquil. La provincia española de Guayaquil tuvo cambios júridicos en estos años a través de las cédulas reales de 1803, 1806 y 1819 que cambiaron su estatus haciendo que dependa de Perú en lo militar en 1803, en lo mercantil en 1806 y después regresándola al Virreinato de Nueva Granada en 1819. Sobre una década más tarde los departamentos de Guayaquil, de Azuay y de Ecuador se separan de la Gran Colombia formando el actual Ecuador.
La República de Guayaquil comprendía los mismos territorios que la gobernación de Guayaquil durante la Corona española, comprendiendo terrenos desde Esmeraldas por el norte y hasta Tumbes por el sur, y entre el Océano Pacífico por el oeste hasta las estribaciones de la cordillera de los Andes por el este, es decir gran parte del litoral ecuatoriano, abarcando así las actuales provincias ecuatorianas de Guayas, Santa Elena, Manabí, la mayor parte de la provincia de Los Ríos, El Oro, Cañar, parte del sur de Esmeraldas, y Tumbes en el actual Perú.

## Historia

### Real cédula del 7 de julio de 1803
Debido a que el 28 de marzo de 1803 la Junta de Fortificaciones de América lo solicitó, el rey Carlos IV emitió la Real Orden del 7 de julio de 1803, por la cual en lo militar el Gobierno de Guayaquil empezó a depender Virreinato del Perú, mientras que la administración mercantil de la ciudad continuó bajo el Virreinato de Nueva Granada.

(...) debe depender el gobierno de Guayaquil del virrey de Lima y no del de Santa Fe, pues éste no puede darle, como aquel en los casos necesarios, los precisos auxilios, siendo el de Lima por la facilidad y la brevedad con que puede ejecutarlo, quien le ha de enviar los correos de tropas, dinero, pertrechos, armas y demás efectos de que carece aquel territorio; y por consiguiente, se halla en el caso de vigilar mejor, y con más motivo que el de Santa Fe, (...)

### Real cédula del 10 de febrero de 1806
El rey dispuso que la agregación del gobierno de Guayaquil al Virreinato del Perú en lo mercantil además de lo militar:

En vista de lo que consultan Uds. en carta de 25 de marzo del año próximo anterior, sobre la provincia de Guayaquil, a consecuencia de la agregación al virreinato de Lima, debe depender de la parte mercantil de ese consulado o del de dicho Lima; se ha servido Su Majestad, declarar que la agregación es absoluta; y por consiguiente, que la parte mercantil debe depender del mencionado consulado de Lima y no de ése.

### Real cédula del 23 de junio de 1819
El 18 de febrero de 1808 el cabildo de Guayaquil solicitó al Rey de España que separara su provincia del Virreinato del Perú y la reincorporara al Virreinato de Nueva Granada. El 28 de octubre de 1815 fue reiterada la petición. Así el 23 de junio de 1819 el rey de España otorgó la petición de que Guayaquil fuera anexionada a la Presidencia de Quito en el Virreinato de Nueva Granada.

(...) en cuya consecuencia he venido en declarar que estando ya restablecido el Virreynato de Santa Fé y en exercicio de sus funciones el Presidente y Audiencia de Quito á ésta toca atender en todas las causas así civiles y criminales del Gobierno de Guayaquil como en los asuntos de mi Real Hacienda, permaneciendo el mismo Gobierno sujeto en lo militar a ese Virreynato. Y para que esta mi Real determinación tenga su más puntual cumplimiento, he resuelto preveniros, como por la presente mi Real Cédula os prevengo, dispongais inmediatamente la reposicion de la ciudad de Guayaquil y su provincia al ser y estado en que se hallaba antes de acordar en el año de 1810 vuestro antecesor el Marqués de la Concordia su agregación a ese Virreynato.

### Reglamento Provisorio de Gobierno
Luego de la revolución independentista de Guayaquil el lunes 9 de octubre de 1820, varios ayuntamientos se plegaron inmediatamente a la causa emancipadora. Samborondón el 10, Daule el 11 y Naranjal el 15. Veintitrés días después, el miércoles 8 de noviembre, convocados por el ayuntamiento de Guayaquil, los 57 representantes de todos los ayuntamientos del nuevo Estado instalaron el Colegio Electoral o Congreso de la Provincia Libre de Guayaquil, organismo que dictó su estatuto electoral o constitución de la provincia denominada "Reglamento Provisorio de Gobierno", que fue la primera constitución que regiría los destinos jurídicos de este Estado y cuyo primer artículo decía: 

"El Estado de Guayaquil es libre e independiente; su religión es católica; su Gobierno es electivo; y sus leyes las mismas que regían últimamente, en cuanto no se opongan a la nueva forma de gobierno establecida".

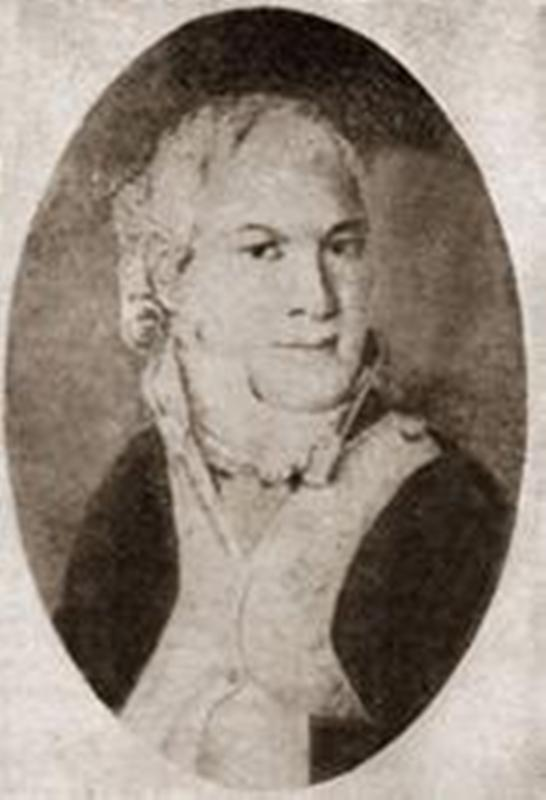
Retrato del Crnel. Jacinto de Bejarano y Lavayen, precursor de la independencia de la Provincia Libre de Guayaquil.

El Reglamento Provisorio del Estado de Guayaquil rigió el citado territorio entre su independencia de España y su anexión a la Gran Colombia. Fue la primera constitución con fuerza de ley y su congreso la primera asamblea constituyente realizada en territorio independizado de la Real Audiencia de Quito. En ella se constata la condición ambigua y provisional del nuevo Estado con respecto a su estatus jurídico.

El comercio será libre, por mar y tierra, con todos los pueblos que no se opongan a la forma libre de nuestro gobierno.
Art. #3

Sus puntos principales contenían elementos propios del republicanismo como la división de poderes y la igualdad ante la ley, y del liberalismo como el libre comercio, el pacifismo manchesteriano, servicio militar voluntario (excepto en caso de guerra) y el derecho de elegir su futuro estatus político; siendo el establecimiento de la religión católica como religión oficial el único aspecto conservador que se constata en la carta política.
En la época referida el sufragio universal aún no estuvo establecido, así que no existía representación democrática por elección general y el proceso de elección y de mando del congreso era a través del sistema de "junta de gobierno" autodesignada (ver Juntismo y Oligarquía). De forma similar al proceso de independencia de las demás las colonias americanas, quienes quedaron a cargo de las funciones públicas y el poder político del Estado provisional, por medio del Colegio Electoral, fueron hombres pertenecientes a las élites criollas, es decir, altos funcionarios y personajes de alta sociedad originarios de esta región de la colonia quienes conformaban una Junta de Notables. 
La carta Fundamental del Estado entregó el poder a un triunvirato integrado por Olmedo, Ximena y Roca. De inmediato se enviaron mensajeros a Bolívar y San Martín, del mismo modo que a las ciudades de la Sierra.
En la naciente república se aprobaron leyes a favor de los esclavos, como por ejemplo, que los hijos de los esclavos fueran libres.

### Geopolítica militar de la independencia y División Protectora de Quito
La independencia de la Real Audiencia de Quito había empezado en el norte de la costa, con la independencia de Esmeraldas. Esto liberaría todo el territorio y la cuenca del Río Esmeraldas que junto al Río Guayas, corresponde a los principales sistemas fluviales del litoral ecuatoriano. Los patriotas quiteños que habían participado en el primer grito de independencia, habían buscado después refugio en el norte de la Real Audiencia, específicamente en Ibarra y terminarían en Esmeraldas, donde se aliarían con los negros y empezarían la campaña de independencia. Este sería el primer territorio liberado después del fracaso que supuso el Estado de Quito. Al inicio de la independencia, la República de Guayaquil entabló relaciones diplomáticas con 5 países americanos: Colombia, Chile, Perú, Guatemala y Estados Unidos.
A esto le siguió el apoyo en las campañas libertadoras en el resto del territorio de la Audiencia de Quito. Por esta razón avanzarían derrotando a los realistas el 9 de noviembre, en la Batalla de Camino Real cerca de Guaranda. Según algunos estudios históricos se puede deducir que probablemente los gobernantes de la ya soberana Provincia de Guayaquil aspiraban a la creación de una república independiente en los territorios de la Real Audiencia de Quito (a los que perteneció la Provincia), bajo el nombre de República de Quito y aspiraban a que su capital fuese Santiago de Guayaquil. Sin embargo, y al igual que otras consideraciones en torno a la independencia guayaquileña, no hay una opinión unánime de los historiadores.
Aun así, la situación política del gobierno de Guayaquil era incierta, como atestiguó el enviado de la Gran Colombia, Antonio Morales, quien en una carta a Santander del 12 de febrero de 1821, mencionó la existencia de las siguientes alas políticas y sus propuestas para el futuro de Guayaquil en el orden internacional.

"(...) vine al hermoso puerto de Guayaquil, en donde encontré un partido por el Rey, otro por la independencia absoluta de aquella provincia, otro por su agregación al general San Martín, y otro por la dependencia de Colombia. Yo he sido bastante afortunado y no he omitido medio alguno para aumentar el último que lo forman los verdaderos patriotas, los hombres más sensatos y la parte más seria del pueblo."

El Estado de Guayaquil, para los estadistas continentales y estrategas militares americanos de la época, no tenía cabida en el orden político postindependencia. Eso probablemente también lo preveían los miembros de la Junta, que habían manifestado tanto a Bolívar como a San Martín que la Provincia se agregaría a cualquiera de los Estados que habían de organizarse pasado el caos de las campañas de la independencia. Lo que pedían era que se les dejara elegir. 
Aun así, Simón Bolívar personalmente declararía que una Guayaquil independiente no solo era inconveniente a los intereses de la Gran Colombia, sino que también consideraba que su existencia era algo irracional frente al mapa político de Sudamérica, según revelan instrucciones dadas a Sucre por parte del secretario de Bolívar.

"Hasta hoy, el manejo y las intrigas han mantenido a Guayaquil en una neutralidad incompatible con sus verdaderos intereses, y más aún con los derechos de nuestro Gobierno. No faltan quienes deseen su incorporación al Perú, y quienes opinen por el extravagante delirio de que sea un Estado independiente. Si prevaleciera esta opinión, Guayaquil no sería más que un campo de batalla entre dos Estados belicosos, y el receptáculo de los enemigos de uno y de otro. La Ley Fundamental quedaría sin cumplirse, y Colombia y el Perú jamás estarían seguros, estando confiadas a sus propias fuerzas las débiles puertas de Guayaquil. Más funesta aún sería a nuestros intereses la incorporación al Perú. El Departamento de Quito, sin otro puerto que este, tendría mil embarazos y trabas, tanto en su comercio interno como externo, y tendría más interés por la prosperidad y estabilidad de un gobierno extraño que por el suyo propio, que casi le sería indiferente; tendría que recibir la ley que le impusiera Guayaquil en el comercio, y dependerá más de aquel que de Colombia. Estos y otros males muy graves y de consecuencia de mucha transcendencia, se evitan con el envío de tropas colombianas a Guayaquil, y sobre todo con la presencia del Libertador allí"

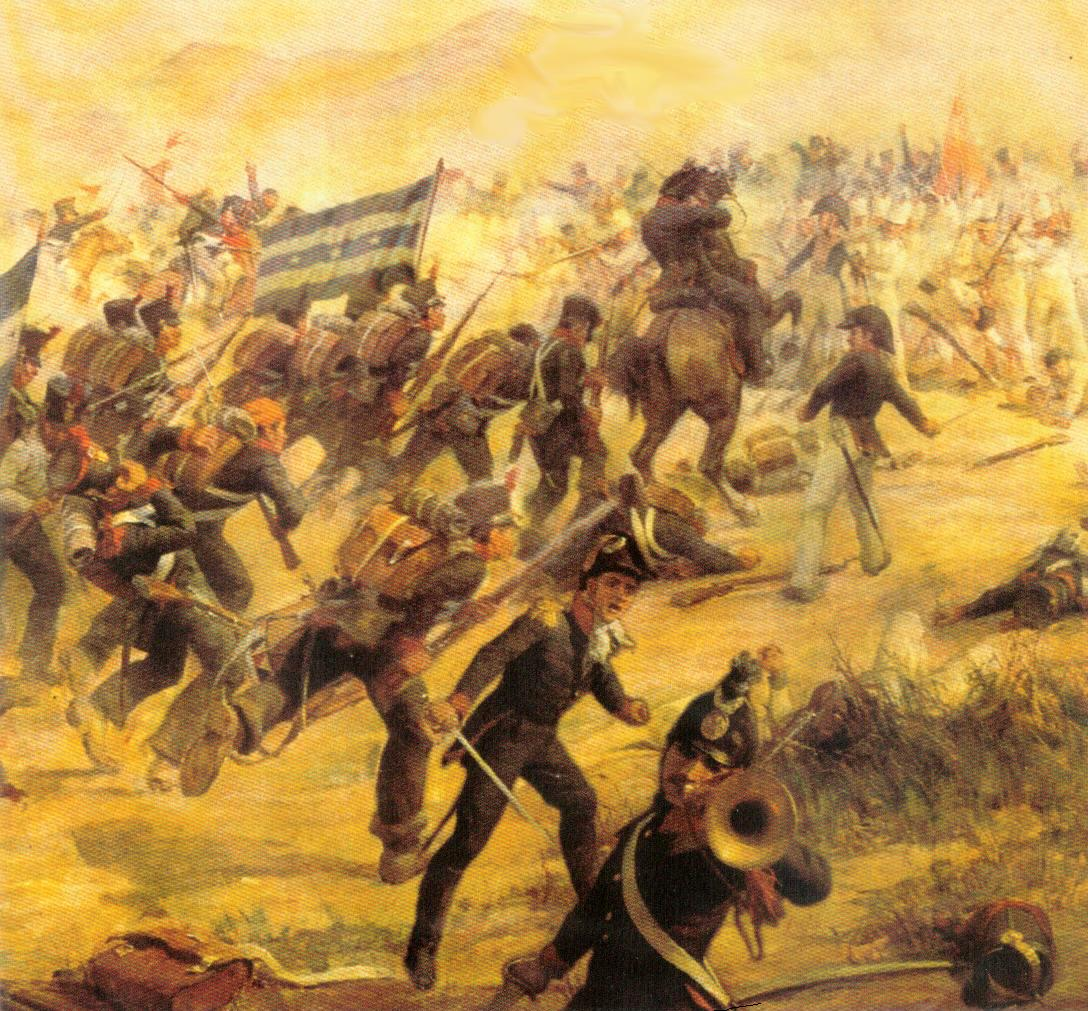
Batalla de Camino Real. Después de su independencia, el gobierno de la provincia guayaquileña formó un ejército de 1.500 hombres para liberar al resto de la Real Audiencia, se llamó División Protectora de Quito.

De todas formas sin la independencia de los territorios de la Real Audiencia la propia independencia del naciente estado guayaquileño no podría estar segura. Así lo afirmaba el oficial venezolano León de Febres-Cordero (que participó en la independencia), citado por José de Villamil:

[...]De la revolución de esta importante provincia puede depender el éxito ambos generales (Bolívar y San Martín) en razón del efecto moral que produjera aunque no produjera nada más. El ejército de Chile conocerá que no viene a un país enemigo y que en caso de algún contraste tiene un puesto de sotavento que se puede convertir en un "Gibraltar". El general Bolívar nos mandará soldados acostumbrados a vencer y desde aquí abriremos las puertas de Pasto que le serán muy difícil de abrir atacando por el norte.

Mientras tanto, San Martín mandó, como comisionado del Protectorado del Perú ante la Junta de Guayaquil, a su edecán Tomás Guido (persona con formación en el ámbito diplomático), además del Coronel Toribio de Luzuriaga, en noviembre de 1820 (siendo la primera misión peruana de Relaciones Internacionales). Se terminaría firmando un pacto de alianza y auxilios, así como de "sujeción defensiva", que sería análogo al estado de un protectorado. A su vez, al general San Martín se le dio la dirección del ejército de Guayaquil y a Luzuriaga el mando del ejército, mientras que a Guido la Junta le encomendó que diera auxilios militares. Sin embargo, prefirieron dedicarse a las instrucciones de su verdadera misión (manteniendo la discreción), la cual era instigar contra la Junta de Guayaquil para poder anexarla al Perú, además de negociar un préstamo de los comerciantes guayaquileños para financiar la campaña del ejército de San Martin en la Expedición Libertadora del Perú, pero al no lograr tal tarea, regresaron al Perú. Así, el gobierno peruano presidido por San Martín habría perdido una oportunidad ventajosa de incorporar Guayaquil (frente a las malas comunicaciones de Colombia para actuar todavía hasta el año siguiente), sobre todo tras la derrota de la Primera batalla de Huachi en la que estaban debilitados y a merced de un poder superior, pero San Martín prefirió la estrategia de confiar en la Libre determinación de los pueblos (exigido por Bernardo de Monteagudo) y solo se contentó con lograr un convenio forzando a la Junta para que le otorgue el liderazgo militar (primer paso a una absorción política), antes de ejercer mayor presión en el ámbito civil. Siendo así que Guayaquil, el 30 de diciembre de 1820, se declararía independiente.

En la ciudad de Santiago de Guayaquil, á nueve días del mes de Octubre de mil ocho cientos veinte años y primero de su independencia, reunidos los señores que lo han compuesto, á saber, los Señores Alcaldes D Manuel José de Herrera, D. Gabriel García Gonv. y Señores Regido res D José Joaquín de Olmedo, D Pedro Santander, 1) José Antonio Espantoso, Dr. D. José María Maldonado, Dr D. Bernabé Cornejo, D. Gerónimo Zerda, D. José Ramón Metiendo/, D. Manuel Ignacio Aguirre, D J. José Casileri y Dr. D. Francisco Marcos, con el Sr Procurador
General D. José María Villamil, poi ante mí el presente Secretario, dijeron que habiéndose declarado la independencia por el voto general del pueblo, al que estaban unidas todas las tropas acuarteladas, y debiéndose tomar en consecuencia todas las medidas que conciernan al orden político en circunstancias que este necesita de los auxilios de los principales vecinos, debía primeramente recibirse el juramento al Señor Jefe Político que se ha nombrado, y lo es el Señor Dr. I). José Joaquín Olmedo por voluntad del pueblo y de las tropas, y en efecto hallándose presente dicho Señor en este excelentísmo Cabildo, prestó el juramento de ser independiente, fiel á su patria, defenderla coadyuvar con todo aquello que concierna á su prosperidad, y ejercer bien y legalmente el empleo de Jefe Político que se le ha encargado.
Acta de Independencia Guayaquil - 1820

Por su parte, Bolívar mando al General irlandés, José Mires, quien (acompañado de su ejército y con poderes concedidos por Bolívar), arribo el 22 de febrero de 1821, compartió sus instrucciones de manera directa sobre anexar esta provincia a la Gran Colombia, tratando de intimidar a la Junta de Guayaquil al presionarles con que proclamen la incorporación a Colombia, exigiéndolo en notas posteriores a realizar un tratado para la defensa de Guayaquil. Sin embargo, su falta de tino, y la firmeza de la junta bajo el liderazgo de Olmedo, no permitieron que lograra su cometido, dejando la siguiente respuesta:

"La ligera indicación que hace VS. en su nota sobre la agregación de esta provincia a la heroica república de Colombia, merece una contestación tan detenida y extensa, que más bien debe ser materia de varias conferencias. Por ahora me contento con decir a VS. que, después de proclamada la independencia de la provincia, nuestros únicos votos han sido sostenerla, y cooperar a la causa de América y al engrandecimiento de la República. Desde los principios hemos conocido que esta provincia, por su pequeña extensión, por su corta población, por la escasez de luces, y por el atraso lamentable de la agricultura y de las artes, no puede ni debe ser un Estado independiente y aislado, y necesita el apoyo y protección de un Estado más fuerte y poderoso para progresar en la carrera de su prosperidad y marchar con firmeza en la de su libertad. Por tanto, en el Reglamento de Gobierno aprobado por la Junta General de la provincia (11 de noviembre de 1820) como una constitución provisoria, de que es adjunta copia, se ha declarado esta provincia en libertad de agregarse a cualquiera grande asociación que le convenga de las que han de formarse en la América Meridional. Esta actitud de la provincia, lejos de ser embarazosa a los planes de los ejércitos que protegen la independencia, facilita las operaciones, y aun les da margen a abrir y proyectar nuevas en caso de que lo impidiese por alguna parte el compromiso de una negociación; de manera que, aunque el Gobierno estuviese autorizado para hacer una declaración sobre este punto, no sería oportuna ni ventajosa. En lo que debe fijarse toda la consideración, por ahora, es en los medios de consolidar la independencia de la provincia; no en afirmar su reunión a un Estado con quien ya está tan unida por tantos lazos y por tantas relaciones"

El general Antonio José de Sucre llegó a Guayaquil con una fuerza de apoyo colombiana de 700 hombres armados y equipados (que servían como también como una fuerza de presión para intimidar los intereses peruanos), en agosto de 1821, y combatió junto a los guayaquileños contra los españoles que aun hacían peligrar la independencia de la provincia por la zona de Yaguachi, actual provincia de Guayas, hecho que se denominó la Batalla de Yaguachi, triunfando la coalición guayaquileño-colombiana comandada por Sucre, asegurando definitivamente la independencia de la Provincia Libre de Guayaquil. Luego de la victoria Sucre pidió ayuda a los guayaquileños para terminar la emancipación de los demás departamentos que conformaban la Real Audiencia y llevar la independencia a Cuenca y Quito, proceso que Olmedo apoyó de principio a fin. 
Para lo cual el gobierno guayaquileño estableció la División Protectora de Quito con 1.500 hombres, que junto con los ejércitos colombianos atacaron a las tropas realistas establecidas en la Audiencia y se finalizó la total emancipación el 24 de mayo de 1822 en la Batalla de Pichincha donde flameó la bandera de Guayaquil junto a los estandartes del estado gran colombiano.

### Guayaquil y la Batalla del Pichincha
La contribución guayaquileña para la liberación absoluta de Quito, fue una realidad, aunque hayan quienes le den todo el crédito a Bolívar, quien no estuvo el 24 de mayo, sino que llegó varios días después de la batalla. Un extracto del Patriota de Guayaquil, primer periódico guayaquileño y principal portavoz del Gobierno de la Provincia Libre, demuestran que aquella batalla librada en las faldas del volcán Pichincha, no solo fue gloria de Colombia y del Perú, sino que Guayaquil también es merecedora del crédito por aquella victoria que consolidó la independencia total del Ecuador:”

El Patriota de Guayaquil. del sábado 15 de junio de 1822. La Junta Superior de Gobierno. 

CONCUIDADANOS. Las fuerzas unidas del Perú, Colombia y Guayaquil han roto al fin las pesadas cadenas que arrastraban nuestros hermanos en la segunda capital de los Incas: y aunque los tiranos las habían afianzado en los enormes montes y profundas quebradas de aquel país, ellas ahn sido deshechas á la presencia de los hijos de la Libertad. 
Las aguas del Plata, Magdalena, Rímac y Guayaquil, se reunieron formaron un torrente, que escalando el Pichincha, ahogaron en su falda á la tiranía. Esas aguas han hecho reflorecer el árbol de la Libertad, regando el 25 de Mayo á la hermosa Quito, y confirmado que la AURORA DEL 9 DE OCTUBRE, que rayó en nuestro horizonte. fue la aurora del brillante día en que la Libertad, con aire majestuoso, debía pasearse sobre la orgullosa cima de Los Andes. 
GUAYAQUILEÑOS. Cuando nos propusimos ser libres no podíamos dejar gemir en la opresión á los pueblos que nos rodeaban: la empresa era grandiosa, y los tiranos miraron con desdén nuestro noble arrojo... Ellos creyeron que vuestra sangre, que tres veces corrió en Guachi y Tanisagua, debilitaría y extinguiría la llama de vuestro amor patrio: pero se hizo más viva; y mientras vuestros hijos, hermanos y amigos corrieron á las armas, doblamos los esfuerzos, y todos nuestros recursos fueron empleados para conducir en nuestro auxilio a los hijos de la inmortal Colombia...
GUAYAQUILEÑOS. Quito es ya libre: vuestros votos están cumplidos; la Providencia os lleva por la mano al Templo de la Paz. á recoger los frutos de vuestra constancia y de vuestros sacrificios... llenaremos la página que nos toca en los fastos de la historia americana, y cimplirémos los grandes destinos á que estamos llamados...

CONCIUDADANOS Y AMIGOS. En vuestra sola felicidad está el premio de las fatigas que hemos sufrido por la PATRIA... Bajo los auspicios de la Libertad, y con la protección de los grandes Estados que nos rodean, se abre una carrera inmensa á la prosperidad de este hermoso y rico Pueblo, que será llamado por todas las naciones de la tierra, LA ESTRELLA DE OCCIDENTE. Guayaquil junio 9 de 1822-3- OLMEDO-XIMENA-ROCA

### Golpe de Estado de Bolívar y anexión forzosa a la Gran Colombia
Previo a la entrevista de Guayaquil, y oficialmente con motivo de ésta, Bolívar el 11 de julio de 1822 llega a la ciudad capital del Estado Libre (Santiago de Guayaquil) y es recibido por la población guayaquileña bajo las vivas de "Viva Colombia", "Viva Bolívar" y "Viva Perú", expresando la solidaridad independentista con los pueblos americanos. Algunos historiadores han querido ver en estas expresiones públicas un deseo anexionista a Colombia o a Perú, y otros de que el gobierno guayaquileño tenía intención de mantenerse soberano.

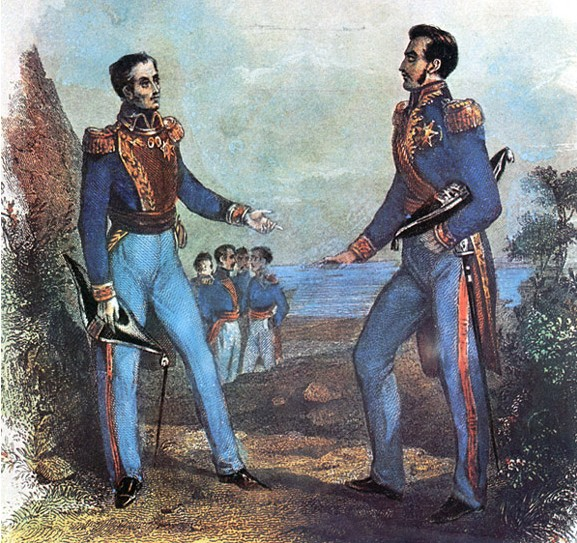
Simón Bolívar y José de San Martín en el encuentro posteriormente denominado "Entrevista de Guayaquil".

Bolívar consideraba a Guayaquil un lugar de entrada para el Perú que era la última región sin independizar en Sudamérica y el mayor bastión realista, por lo que consideraba estratégica la anexión de la Provincia a la naciente República de Colombia (previamente el cabildo de Quito ya había declarado su anexión a Colombia). El general Bolívar respaldado de un fuerte contingente militar dio un golpe de Estado proclamándose Jefe Supremo de la Provincia y decretó la anexión a la Gran Colombia, desconociendo al gobierno presidido por Olmedo. La anexión de Guayaquil a la Gran Colombia, provocó el autoexilio de Olmedo, quien en una conmovedora misiva le hizo conocer a Simón Bolívar su desacuerdo con las medidas adoptadas con su gobierno.
Simón Bolívar recibe unos días después a José de San Martín, en calidad de Jefe del gobierno  de la Provincia; según documentos históricos, en la entrevista de Guayaquil, los dos personajes trataron entre otros varios asuntos, sobre la manera de finalizar la guerra emancipadora en el Perú y sobre la forma de gobierno que convenía a los nacientes Estados americanos. Mientras San Martín se inclinaba por un régimen monárquico, con caracteres constitucionales, Bolívar se mostró partidario de una república democrática. La entrevista no tenía entre sus puntos el destino de la Provincia como mal se suele afirmar.[cita requerida]
El 31 de julio de 1822, la Provincia Libre de Guayaquil declaró su anexión oficial a la Gran Colombia. Por ello, Guayaquil pasó a constituir el Distrito del Sur del estado colombiano junto con el Departamento de Ecuador con capital en Quito y el Departamento de Azuay con capital en Cuenca, bajo el nombre de Departamento de Guayaquil con capital en la Ciudad de Guayaquil.
Ante ello, la delegación peruana, presidida por Salazar Baquijano, se retiraría de Guayaquil, considerando su misión terminado al ya no ser un estado independiente, llegándose a embarcar, junto al almirante Blanco Encalada, el general José de La Mar y el personal de la delegación, en la fragata “Procteror”. Sin embargo, según atestiguo Gerónimo Espejo, también se unieron a la fragata José Joaquín de Olmedo, Rafael Ximena (con su esposa Dolores Roldan), Francisco Roca, Esteban Amador y Francisco Ugarte, escapando de las posibles represalias del partido bolivariano dominante.

### Plan del General Pedro Gual sobre como proceder con Guayaquil si no se anexaba a la Gran Colombia
Ante la negativa del gobierno guayaquileño de ser anexada a la Colombia Bolivariana, el venezolano Pedro Gual envía una carta a Bolívar -que no le llegó a sus manos sino hasta después de la anexión en julio de 1822- un plan elaborado con el fin de hacer presión al gobierno de la ciudad y hacerse con la región de la actual Manabí, que era la que veía con mejores posibilidades su anexión al país del norte. El plan que elaboró el venezolano era el siguiente:

- Que para la resolución de la cuestión de Guayaquil se prefiere siempre el medio de una negociación amistosa, manejada con toda la prudencia que caracteriza a V.E.
- Que si ésta no produce efecto alguno, se ocupe inmediatamente por la fuerza al cantón Provincia de Porto-Viejo y todos los pueblos de la Provincia de Guayaquil que reconozcan o estén dispuestos a reconocer espontáneamente la República de Colombia.
- Que en las fronteras del territorio de Guayaquil que permanezca separado de Colombia se establezca inmediatamente una Aduana como las de nuestros puertos marítimos, en la cual las mercaderías y frutos que se introduzcan de Guayaquil a nuestras Provincias o se extraigan de éstas, paguen los mismos derechos de introducción y extracción que el comercio extranjero en artículos permitidos y que no son de contrabando.
- Que si en virtud de las medidas anteriores el Gobierno de Guayaquil cometiese el menor acto de hostilidad o violencia las tropas de Colombia ocupen sin demora toda la provincia, quedando desde el momento agregada a la República.

Transcrito por Julio Estrada Icaza, La lucha de Guayaquil por el Estado de Quito.

Aquellos planes de Pedro Gual tenían sus antecedentes en una ambiciosa política continental que emanaba de Instrucciones del 11 de diciembre de 1821, en las que se mencionaba la decidida disposición bolivariana de anexar Guayaquil, incluso si eso lo pusiera en actitud Antiperuana y alterando la legalidad de las instituciones de Guayaquil a su favor de Colombia.

"Es preciso que U.S. se entienda clara y distintamente con el gobierno del Perú en materia de límites; el Estado de Guayaquil exige un manejo prudente; debiendo V.S. obrar de modo que aquella provincia quede incorporada en el territorio de la República, sin dar jamás ai traslucir la menor duda en que daba serlo de hecho y de derecho"